# 奇韋塔山

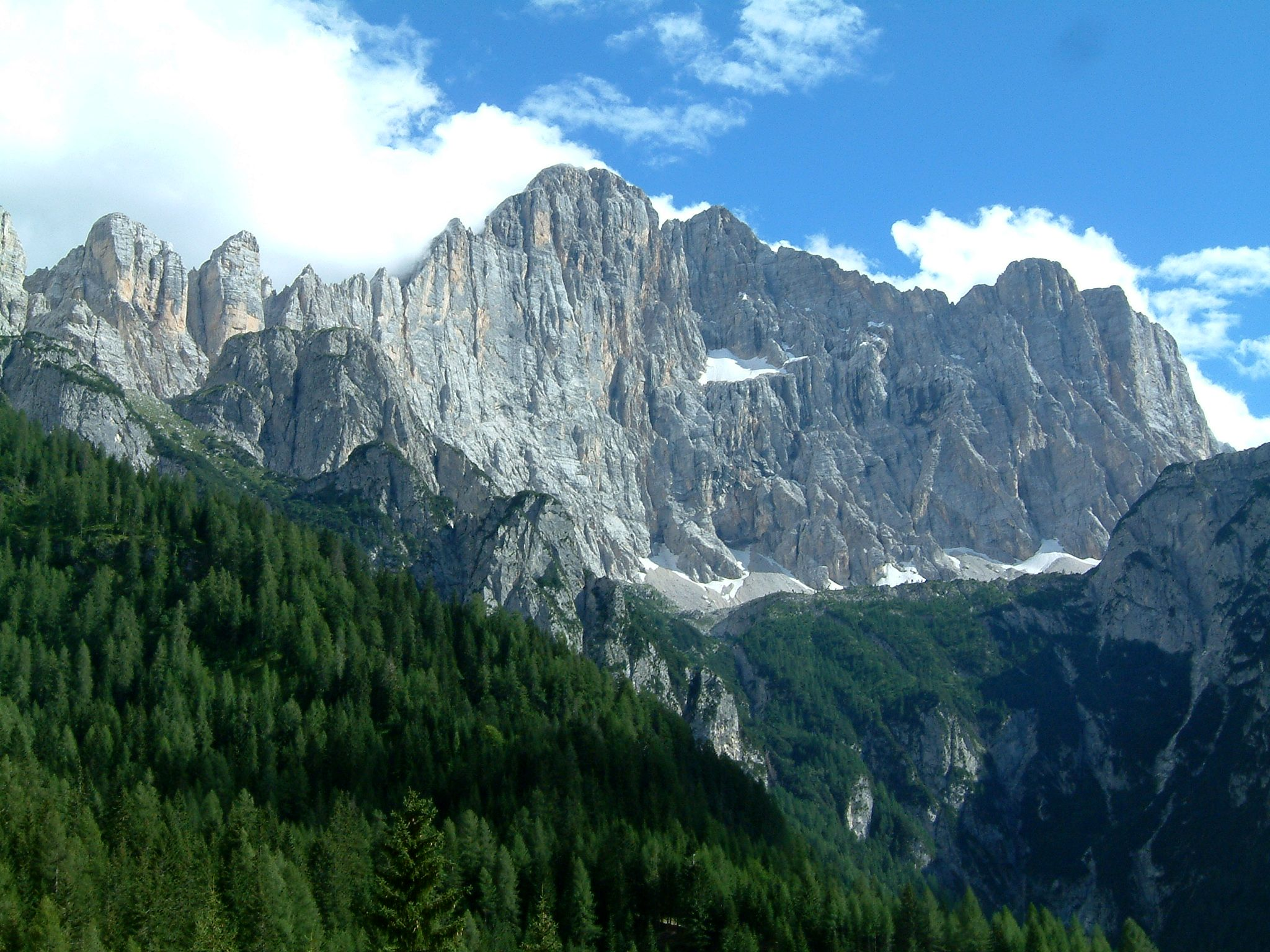

46°22′48″N 12°03′12″E / 46.38000°N 12.05333°E
奇韋塔山（義大利語：Monte Civetta），是意大利的山峰，位於該國東北部，由貝盧諾省負責管轄，屬於多洛米蒂山的一部分，海拔高度3,220米，每年平均降雨量1,805毫米。